# Hispellum
Hispellum fue una ciudad de la Umbría, al pie de los Apeninos, en la salida de la Vía Flaminia, a unos 6 km de Foligno (Fulginium).
Plinio el Viejo la nombra como una colonia romana. Aparece en inscripciones con el título de Colonia Iulia Hispelli y de Colonia Urbana Flavia; se cree que recibió dos colonias, una bajo Augusto y otra bajo Vespasiano. Augusto la favoreció y le concedió la cueva y templo de Clitumno, que estaba a casi 20 km de distancia, y se encontraba separada de la ciudad por los territorios de las ciudades de Mevania (Bevagna) y Fulginium (Foligno). El Liber coloniarum dice que con Adriano se estableció una nueva remesa de colonos.
Quedan importantes restos romanos, entre ellos el anfiteatro, la puerta Veneris, un arco triunfal (en la calle llamada vía del Arco) y las murallas. 
La casa y tumba del poeta Propercio, que se muestra a los visitantes, es de dudosa correspondencia con él. 
Fue sede de un obispo hacia el siglo VI, en que la ciudad fue destruida por los lombardos y la sede trasladada a Foligno. 
Se corresponde con la moderna Spello.
- Datos: Q4895226
- Multimedia: Hispellum / Q4895226